# 인지 장애
인지 장애(cognitive disorders, CD) 또는 신경인지장애(neurocognitive disorders, NCD)는 사유, 문제해결, 학습, 기억, 지각을 포함한 인지기능 또는 인지능력에 주로 영향을 미치는 정신 건강 장애의 한 범주이다. 신경인지 장애에는 섬망, 경도 신경인지 장애, 주요 신경인지 장애(이전에는 치매로 알려짐)가 포함된다. 이는 발달과 반대로 획득된 인지 능력의 결함으로 정의되며 일반적으로 쇠퇴를 나타내며 근본적인 뇌 병리가 있을 수 있다. DSM-5는 인지 기능의 6가지 주요 영역, 즉 실행 기능, 학습 및 기억, 지각 운동 기능, 언어, 복합 주의력 및 사회적 인지를 정의한다.
알츠하이머병은 신경인지 장애의 대부분을 차지하지만 전두측두엽 퇴화, 헌팅턴병, 루이체 치매, 외상성 뇌 손상 등 기억력, 사고력, 추론 능력, 파킨슨병, 프리온병, HIV 감염으로 인한 치매/신경인지 문제 등 정신 기능에 영향을 미치는 다양한 의학적 상태가 있다. 신경인지 장애는 증상의 중증도에 따라 경증 및 중증으로 진단된다. 불안 장애, 기분 장애, 정신병 장애도 인지 및 기억 기능에 영향을 미칠 수 있지만, 인지 기능 상실이 주요(원인) 증상이 아니기 때문에 신경인지 장애로 분류되지 않는다. 또한, 자폐증과 같은 발달 장애는 일반적으로 유전적 기반을 가지며 신경인지 장애의 후천적 성격과 달리 출생 시 또는 생애 초기에 명백해진다.
원인은 장애 유형에 따라 다르지만 대부분 뇌의 기억 부분 손상이 포함된다. 치료는 장애가 어떻게 발생했는지에 따라 달라진다. 약물치료와 치료법이 가장 일반적인 치료법이다. 그러나 특정 유형의 기억상실과 같은 일부 장애의 경우 치료를 통해 증상을 억제할 수 있지만 현재 치료법은 없다.

## 같이 보기
- 인지 장애 목록